# Tacet
Tacet (lat. er/sie/es schweigt) ist eine Spielanweisung in der Musik. 
Es bedeutet, dass der Instrumentalist oder Sänger in dem mit tacet gekennzeichneten Abschnitt pausiert. Meist handelt es sich bei diesem Abschnitt um einen Satz eines mehrsätzigen Musikstückes. Wenn diese Bezeichnung in einer Partitur am Ende einer musikalischen Phrase steht, heißt es für den betreffenden Instrumentalisten, dass er bis zum Ende des laufenden Abschnitts schweigt. 
Die Anweisung tacet darf nicht verwechselt werden mit einer rhythmisch definierten Pause, nach der der Musiker wieder einsetzt.
Das Musikstück 4′33″ von John Cage, das manchmal auch Tacet genannt wird, ist ein Extrembeispiel für diesen musikalischen Begriff.